# سلکام
سلکام (انگلیسی: Celcom) شرکت مخابرات مالزیایی است، که در سال ۱۹۸۸ تأسیس شد.